# Система органов растения
Система органов растения — совокупность органов, и их видоизменений (корнеплод, корневище), имеющих схожий план строения.
В теле растения можно выделить две системы органов: побеговую и корневую.
Часто выделяют репродуктивную систему, состоящую из органов: цветка, плода, архегония, антеридия.
Деление тела растений на системы органов спорно. Низшие растения не имеют ни органов, ни систем органов. Некоторые высшие споровые тоесть листостебельные мхи не имеют корневой системы, а печёночные мхи не имеют систем органов вообще, кроме репродуктивной.

## Побеговая система
Побеговая система — система органов, состоящая из побегов. Побег — часть растения, состоящая из листьев, стеблей, почек. Помимо этого в состав побеговой системы растений часто входят видоизменения — ползучие усы, усики, иголки. В состав побеговой системы часто входят цветок, плод, архегоний, антеридий. Последние перечисленные органы имеют другое значение, и поэтому их иногда выделяют в отдельную систему. Остальная побеговая система состоит из вегетативных органов. Именно в вегетативной системы идёт фотосинтез, именно побеговая система обеспечивает производство крахмала.

## Корневая система
Корневая система органов — это совокупность корней и растений. Всего выделяют 3 основных типа корней: придаточные, боковые и главный. Главный корень появляется только у семенных растений. Корневой системой называют структуру папоротникообразных, из придаточных корней и корневища.